# نيتو (لاعب كرة قدم مواليد 2002)
نيتو هو لاعب كرة قدم برازيلي في مركز الوسط، ولد في 11 سبتمبر 2002 في Guanambi ‏ في البرازيل يلعب في نادي البطائح الإماراتي. لعب مع أتلتيكو مينيرو.